# Leichtathletik-Weltmeisterschaften 2003/Dreisprung der Frauen

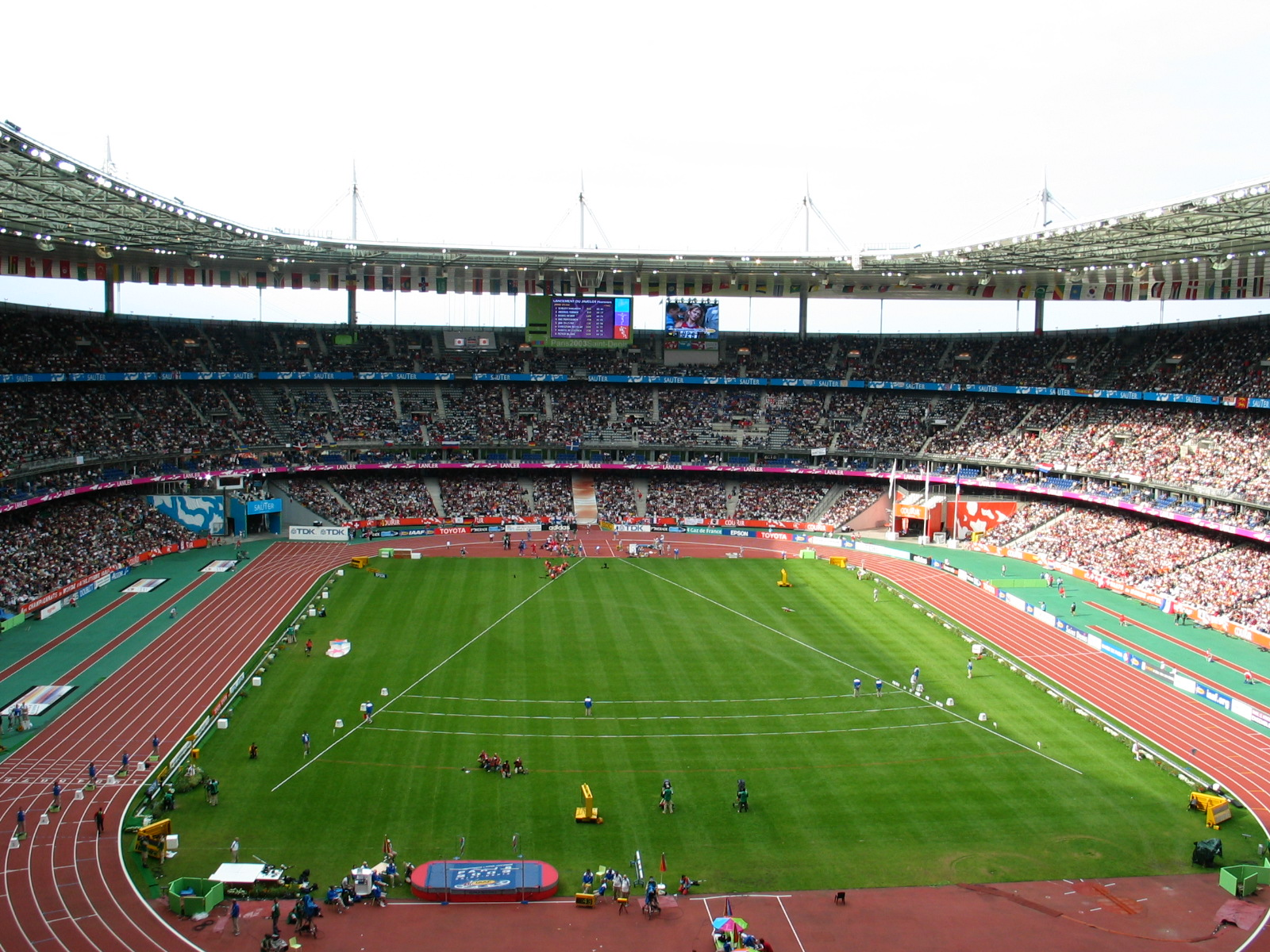
Stade de France in Paris/Saint-Denis am Schlusstag der Leichtathletik-Weltmeisterschaften

Der Dreisprung der Frauen bei den Leichtathletik-Weltmeisterschaften 2003 wurde am 24. und 26. August 2003 im Stade de France der französischen Stadt Saint-Denis unmittelbar bei Paris ausgetragen.
Weltmeisterin wurde die russische Titelverteidigerin und Olympiazweite von 2000 Tatjana Lebedewa.
Sie gewann vor der Vizeweltmeisterin von 2001 Françoise Mbango Etone aus Kamerun, die außerdem bei den Afrikameisterschaften zahlreiche Medaillen gesammelt hatte: Dreisprung: 2002 Gold / 2000 und 1998 Silber / 1996 Bronze – Weitsprung: 2002 Gold.
Die Italienerin Magdelín Martínez errang die Bronzemedaille. Sie war bis 1999 für Kuba gestartet und hatte bei den Panamerikanischen Spielen 1999 ebenfalls Bronze gewonnen.

## Bestehende Rekorde
| Weltrekord               | 15,50 m | Inessa Krawez | WM 1995 in Göteborg, Schweden | 10. August 1995 |
| Weltmeisterschaftsrekord | 15,50 m | Inessa Krawez | WM 1995 in Göteborg, Schweden | 10. August 1995 |

Der bestehende WM-Rekord wurde bei diesen Weltmeisterschaften nicht eingestellt und nicht verbessert.
Im Finale am 26. August wurden ein Kontinental- und ein Landesrekord aufgestellt.
- Kontinentalrekord: 15,05 m (Afrikarekord) – Françoise Mbango Etone, Kamerun (Wind: −0,7 m/s)
- Landesrekord: 14,90 m – Magdelín Martínez, Italien (Wind: −0,2 m/s)

## Windbedingungen
In den folgenden Ergebnisübersichten sind die Windbedingungen zu den einzelnen Sprüngen benannt. Der erlaubte Grenzwert liegt bei zwei Metern pro Sekunde. Bei stärkerer Windunterstützung wird die Weite für den Wettkampf gewertet, findet jedoch keinen Eingang in Rekord- und Bestenlisten.
Hier in Saint-Denis gab es keinen einzigen Sprung mit unzulässiger Windunterstützung.

## Legende
Kurze Übersicht zur Bedeutung der Symbolik – so üblicherweise auch in sonstigen Veröffentlichungen verwendet:
| – | verzichtet |
| x | ungültig   |

## Qualifikation
24. August 2003, 16:00 Uhr
29 Teilnehmerinnen traten in zwei Gruppen zur Qualifikationsrunde an. Die Qualifikationsweite für den direkten Finaleinzug betrug 14,15 m. Vierzehn Athletinnen übertrafen diese Marke (hellblau unterlegt) und waren damit für das Finale am übernächsten Tag qualifiziert.

### Gruppe A
| Platz | Name                      | Nation              | Resultat (m) | 1. Versuch (m) Wind (m/s) | 2. Versuch (m) Wind (m/s) | 3. Versuch (m) Wind (m/s) |
| 1     | Magdelín Martínez         | Italien             | 14,73        | 14,73 / +0,7              | –                         | –                         |
| 2     | Tatjana Lebedewa          | Russland            | 14,62        | 14,62 / +0,1              | –                         | –                         |
| 3     | Olga Vasdeki              | Griechenland        | 14,50        | 14,12 / −0,2              | x                         | 14,50 / +1,2              |
| 4     | Mabel Gay                 | Kuba                | 14,43        | 14,09 / +0,3              | 14,43 / +0,1              | –                         |
| 5     | Huang Qiuyan              | Volksrepublik China | 14,26        | 13,80 / −0,2              | 13,43 / −0,2              | 14,26 / +0,5              |
| 6     | Jelena Oleinikowa         | Russland            | 14,24        | 13,55 / +1,7              | 14,08 / +0,5              | 14,24 / +0,6              |
| 7     | Baya Rahouli              | Algerien            | 14,22        | 14,22 / −0,5              | –                         | –                         |
| 8     | Olena Howorowa            | Ukraine             | 14,16        | x                         | x                         | 14,16 / −0,3              |
| 9     | Natallja Safronawa        | Belarus             | 14,05        | 13,34 / +0,6              | 13,56 / −0,4              | 14,05 / +0,3              |
| 10    | Olga Bolșova              | Moldau              | 13,95        | x                         | 13,90 / +0,7              | 13,95 / +0,9              |
| 11    | Yuliana Perez             | USA                 | 13,89        | 13,76 / ±0,0              | 13,89 / −0,1              | 13,89 / +0,2              |
| 12    | Carlota Castrejana        | Spanien             | 13,83        | 13,79 / ±0,0              | x                         | 13,83 / +0,2              |
| 13    | Maria Dimitrova Dobrinova | Bulgarien           | 13,61        | 13,57 / −0,5              | 13,61 / +0,1              | 13,26 / −0,9              |
| 14    | Cristina Nicolau          | Rumänien            | 13,48        | 13,48 / +0,4              | 13,44 / −0,1              | x                         |
| 15    | Suzette Lee               | Jamaika             | 13,43        | 12,84 / +0,1              | 13,43 / +1,3              | 13,12 / +0,1              |

### Gruppe B

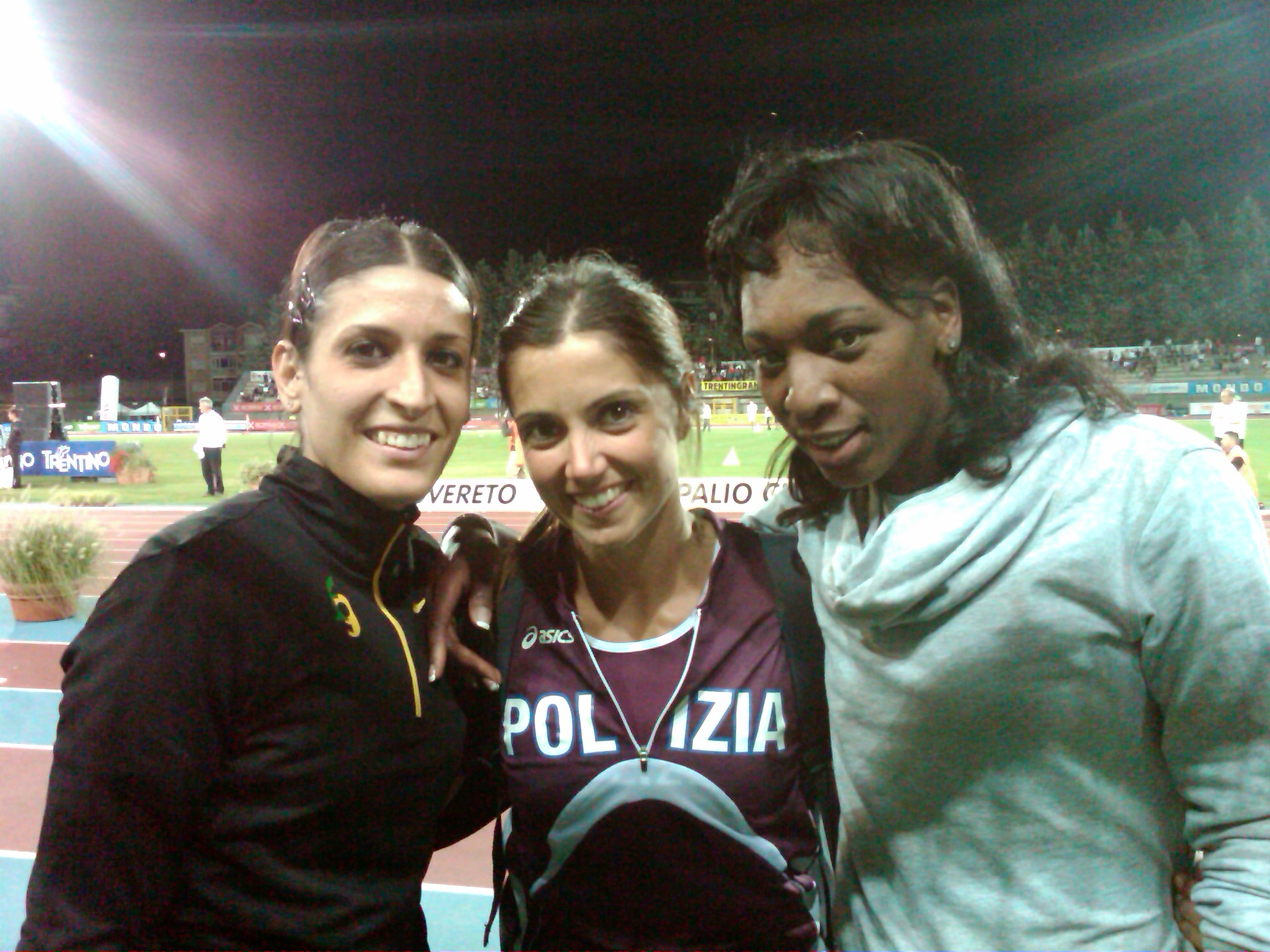
Simona La Mantia (links) – ausgeschieden trotz eines Sprungs über die 14-Meter-Marke, rechts neben ihr: Magdelín Martínez, die hier Bronze gewann
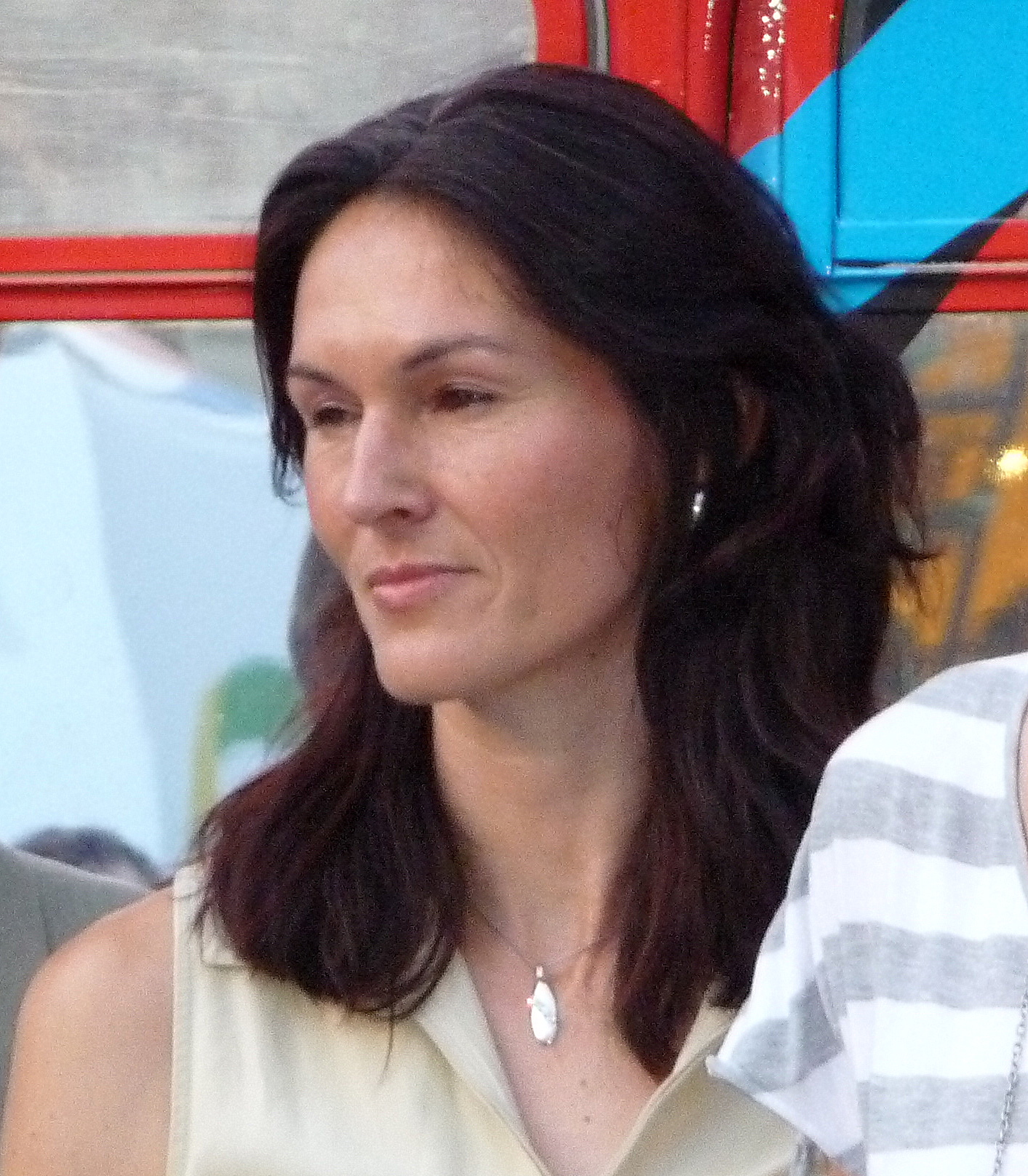
Šárka Kašparkova, unter anderem Weltmeisterin von 1997, scheiterte mit 13,75 m in der Qualifikation

| Platz | Name                   | Nation              | Resultat (m) | 1. Vers. (m) Wind (m/s) | 2. Vers. (m) Wind (m/s) | 3. Vers. (m) Wind (m/s) |
| 1     | Adelina Gavrilă        | Rumänien            | 14,45        | 14,45 / +0,1            | –                       | –                       |
| 2     | Françoise Mbango Etone | Kamerun             | 14,37        | 14,37 / +0,5            | –                       | –                       |
| 3     | Chrysopigi Devetzi     | Griechenland        | 14,34        | 14,34 / −0,2            | –                       | –                       |
| 4     | Anna Pjatych           | Russland            | 14,28        | 14,28 / 0,5             | –                       | –                       |
| 5     | Barbara Lah            | Italien             | 14,25        | 14,28 / +0,9            | –                       | –                       |
| 6     | Kéné Ndoye             | Senegal             | 14,20        | 14,28 / +0,3            | –                       | –                       |
| 7     | Heli Koivula Kruger    | Finnland            | 14,10        | x                       | 14,10 / +0,6            | 13,84 / −1,7            |
| 8     | Yusmay Bicet           | Kuba                | 14,06        | 14,06 / +0,9            | 13,81 / ±0,0            | 13,70 / −0,1            |
| 9     | Simona La Mantia       | Italien             | 14,05        | x                       | 13,69 / +0,7            | 14,05 / +0,4            |
| 10    | Camilla Johansson      | Schweden            | 13,87        | x                       | 13,49 / +0,5            | 13,87 / −0,2            |
| 11    | Nadeschda Aljochina    | Russland            | 13,77        | 13,77 / +0,3            | x                       | 13,15 / +0,3            |
| 12    | Šárka Kašparkova       | Tschechien          | 13,75        | x                       | 13,75 / ±0,0            | x                       |
| 13    | Tatjana Botscharowa    | Kasachstan          | 13,40        | 13,15 / ±0,0            | 13,18 / +0,3            | 13,40 / +0,4            |
| NM    | Zhang Hao              | Volksrepublik China | ogV          | x                       | x                       | x                       |

## Finale
26. August 2003, 19:30 Uhr
Für dieses Finale hatten sich mit vierzehn Athletinnen zwei Teilnehmerinnen mehr qualifiziert als üblich. Grund dafür war das hohe Niveau in der Qualifikation. Die von der Ausgangslage her sicherlich nicht zu niedrig gesetzte Qualifikationsweite war von vierzehn Wettbewerberinnen übertroffen worden.
| Platz | Name                   | Nation              | Resultat (m) | 1. Versuch (m) Wind (m/s) | 2. Versuch (m) Wind (m/s) | 3. Versuch (m) Wind (m/s) | 4. Versuch (m) Wind (m/s)                   | 5. Versuch (m) Wind (m/s)                   | 6. Versuch (m) Wind (m/s)                   |
| 1     | Tatjana Lebedewa       | Russland            | 15,18        | 14,80 / ±0,0              | 14,97 / −0,4              | 15,16 / −0,2              | 15,18 / −0,2                                | x                                           | x                                           |
| 2     | Françoise Mbango Etone | Kamerun             | 15,05 AF     | 14,77 / +0,3              | 15,05 / −0,7              | 14,78 / −0,1              | 14,85 / +0,5                                | 15,02 / ±0,0                                | x                                           |
| 3     | Magdelín Martínez      | Italien             | 14,90 NR     | 14,67 / +0,6              | 14,75 / −0,3              | 14,66 / −0,2              | 14,64 / −0,1                                | 14,90 / −0,2                                | 14,86 / +0,2                                |
| 4     | Anna Pjatych           | Russland            | 14,72        | 14,64 / −0,2              | 14,62 / +0,3              | 14,72 / −0,4              | 14,70 / +0,1                                | x                                           | 14,64 / +0,3                                |
| 5     | Mabel Gay              | Kuba                | 14,52        | x                         | 14,24 / −0,6              | 14,52 / ±0,0              | 14,38 / −0,1                                | 14,49 / −0,2                                | x                                           |
| 6     | Barbara Lah            | Italien             | 14,38        | 14,38 / +0,5              | x                         | 14,37 / +0,9              | 14,27 / ±0,0                                | 14,34 / 0,4                                 | x                                           |
| 7     | Olena Howorowa         | Ukraine             | 14,38        | 14,38 / +0,1              | 14,31 / +0,1              | 14,18 / −0,3              | 14,20 / −0,5                                | 14,20 / +0,5                                | x                                           |
| 8     | Chrysopigi Devetzi     | Griechenland        | 14,34        | 14,34 / +0,5              | x                         | 14,21 / −0,3              | 13,77 / +0,1                                | x                                           | 14,10 / −0,1                                |
| 9     | Adelina Gavrilă        | Rumänien            | 14,29        | 14,29 / ±0,0              | 13,73 / ±0,0              | 14,05 / −0,2              | nicht im Finale der besten acht Werferinnen | nicht im Finale der besten acht Werferinnen | nicht im Finale der besten acht Werferinnen |
| 10    | Kéné Ndoye             | Senegal             | 14,29        | 13,97 / +0,1              | x                         | 14,29 / ±0,0              | nicht im Finale der besten acht Werferinnen | nicht im Finale der besten acht Werferinnen | nicht im Finale der besten acht Werferinnen |
| 11    | Baya Rahouli           | Algerien            | 14,26        | 12,49 / +0,2              | 14,26 / −0,1              | 14,20 / ±0,0              | nicht im Finale der besten acht Werferinnen | nicht im Finale der besten acht Werferinnen | nicht im Finale der besten acht Werferinnen |
| 12    | Olga Vasdeki           | Griechenland        | 14,08        | 13,80 / +1,1              | 13,96 / −0,4              | 14,08 / +0,3              | nicht im Finale der besten acht Werferinnen | nicht im Finale der besten acht Werferinnen | nicht im Finale der besten acht Werferinnen |
| 13    | Huang Qiuyan           | Volksrepublik China | 13,98        | 13,59 / +0,6              | 13,98 / −0,6              | 13,52 / −0,3              | nicht im Finale der besten acht Werferinnen | nicht im Finale der besten acht Werferinnen | nicht im Finale der besten acht Werferinnen |
| 14    | Jelena Oleinikowa      | Russland            | 13,92        | x                         | 13,83 / −0,4              | 13,92 / +0,2              | nicht im Finale der besten acht Werferinnen | nicht im Finale der besten acht Werferinnen | nicht im Finale der besten acht Werferinnen |

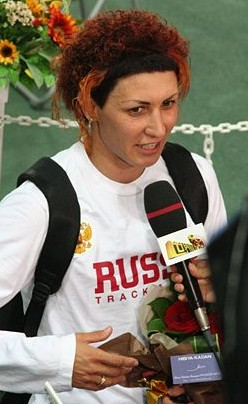
Tatjana Lebedewa konnte ihren Titel verteidigen, bei den letzten Olympischen Spielen hatte sie Silber gewonnen
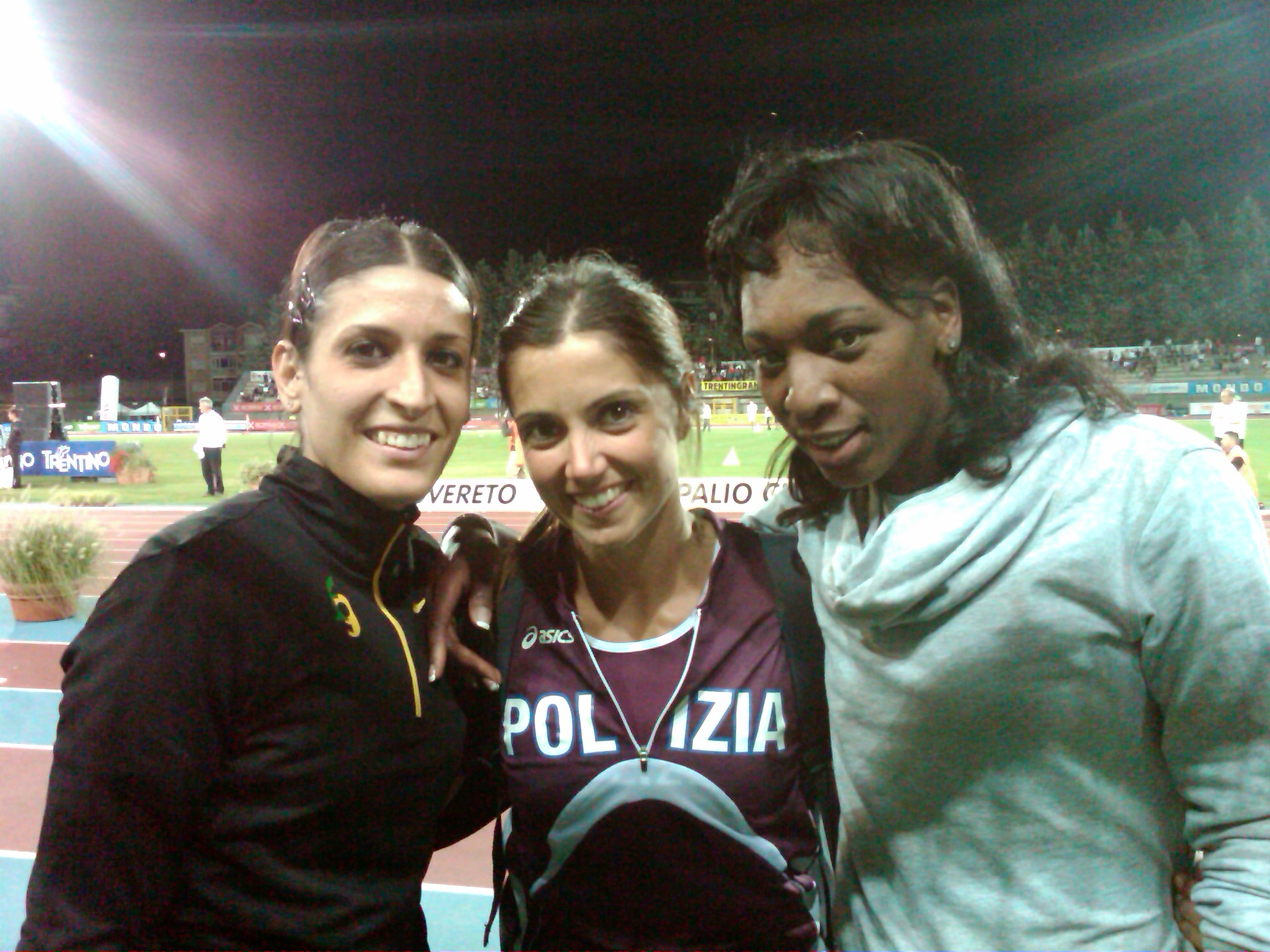
Magdelín Martínez (Mitte) gewann Bronze, links neben ihr: die in der Qualifikation ausgeschiedene Simona La Mantia
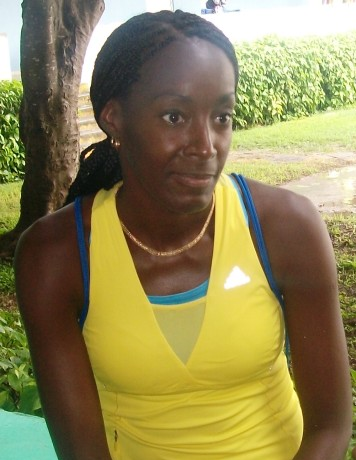
Mabel Gay belegte Rang fünf
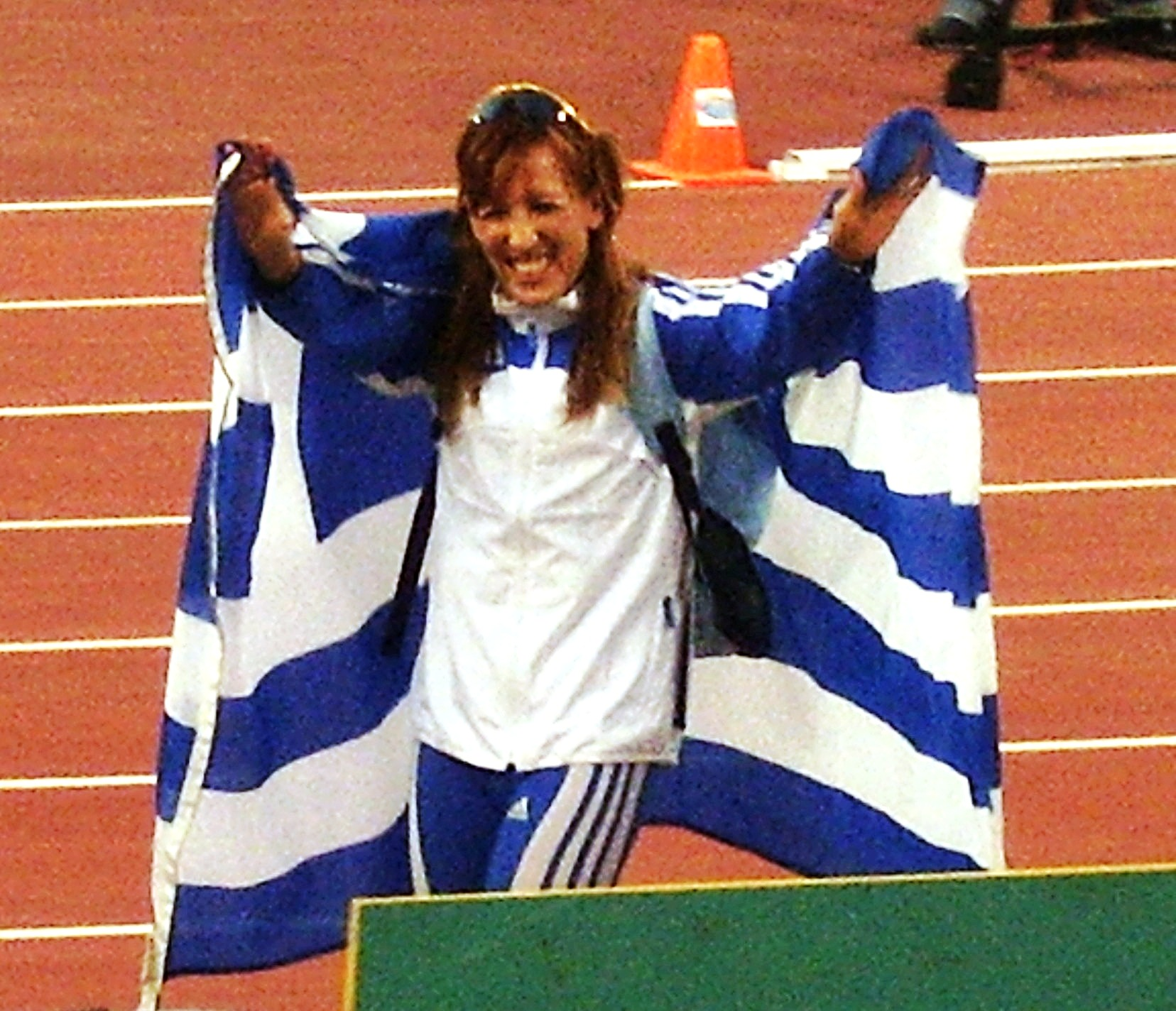
Chrysopigi Devetzi kam auf den achten Platz

## Video
- Paris 2003 Triple Jump Women auf youtube.com, abgerufen am 18. September 2020